# Міністерство охорони здоров'я Ізраїлю
Міністерство охорони здоров'я Ізраїлю (івр. משרד הבריאות‏‎, Місра́д га-брію́т) — урядова установа Ізраїлю, яка планує, контролює, ліцензує та координує послуги охорони здоров'я в країні. На додаток до нагляду за медичними послугами, що надаються лікарняними касами та центрами сімейного здоров'я, такими як «Тіпат халав», міністерство підтримує загальні лікарні, психіатричні лікарні, психіатричні клініки, програми лікування зловживання психоактивними речовинами, та заклади для хронічно хворих.